# Харагеничи
Харагеничи (вепс. Haragl) — деревня в Пашозёрском сельском поселении Тихвинского района Ленинградской области.

## История
Деревня Харачиничи упоминается в переписи 1710 года в Никольском Пашеозёрском погосте Заонежской половины Обонежской пятины.
Деревня Харагиничи обозначена на карте Новгородского наместничества 1792 года А. М. Вильбрехта.

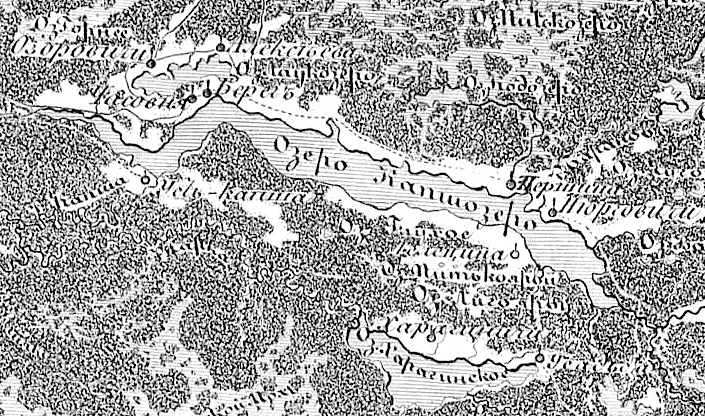
Деревня Харагеничи на карте 1847 года

На семитопографической карте Новгородской губернии 1847 года nfr;t обозначена как деревня Харагиничи.

БОЛЬШИЕ и МАЛЫЕ ХАРАЧИНИЧИ — деревни Харашничского общества, прихода Пашеозёрского погоста. Озеро Харачинское. 

Крестьянских дворов — 7. Строений — 19, в том числе жилых — 10.

Число жителей по семейным спискам 1879 г.: 33 м. п., 31 ж. п.; по приходским сведениям 1879 г.: 34 м. п., 24 ж. п.

НОВЫЕ ХАРАЧИНИЧИ — деревня Харашничского общества, прихода Пашеозёрского погоста. Озеро Харачинское. 

Крестьянских дворов — 6. Строений — 14, в том числе жилых — 7.

Число жителей по семейным спискам 1879 г.: 14 м. п., 12 ж. п.; по приходским сведениям 1879 г.: 11 м. п., 11 ж. п.

ХАРАЧИНИЧИ 1-Е и 2-Е — деревни Харашничского общества, прихода Пашеозёрского погоста. Озеро Харачинское. 

Крестьянских дворов — 5. Строений — 16, в том числе жилых — 9. Жителей нет.

В конце XIX — начале XX века деревни административно относились к Лукинской волости 2-го земского участка 2-го стана Тихвинского уезда Новгородской губернии.

БОЛЬШИЕ ХАРАГЕНИЧИ — деревня Харагеничского общества, дворов — 14, жилых домов — 16, число жителей: 38 м. п., 30 ж. п.

Занятия жителей — земледелие, лесные заработки. Озеро Харагеничи. 

МАЛЫЕ ХАРАГЕНИЧИ — деревня Харагеничского общества, дворов — 5, жилых домов — 5, число жителей: 15 м. п., 12 ж. п.

Занятия жителей — земледелие, лесные заработки. Озеро Харагеничи. Часовня. 

НОВЫЕ ХАРАГЕНИЧИ — деревня Харагеничского общества, дворов — 7, жилых домов — 8, число жителей: 21 м. п., 28 ж. п.

Занятия жителей — земледелие, лесные заработки. Озеро Харагеничи. Часовня. (1910 год)

С 1917 по 1918 год деревни Большие Харагиничи, Малые Харагиничи и Харагиничи Устье входили в состав Лукинской волости Тихвинского уезда Новгородской губернии.
С 1918 года в составе Череповецкой губернии.
С 1927 года в составе Лавровского сельсовета Капшинского района.
Согласно карте Ленинградской области Северо-западного аэрогеодезического треста ГГУ издания 1932 года на месте современной деревни находилась деревня Устье, которая насчитывала 7 крестьянских дворов. В деревне находилась мукомольная водяная мельница:
| Внешние изображения | Внешние изображения                   |
| ------------------- | ------------------------------------- |
|                     | Деревня Харагеничи на карте 1932 года |

По данным 1933 года в состав Лукинского сельсовета Капшинского района входили деревни: Большие Харашничи, Малые Харашничи, Новые Харашничи и Харашничи Устье.
С 1 января 1939 года деревня Малые Харагиничи включена в состав деревни Большие Харагиничи.
В 1940 году население деревни составляло 127 человек.
С 1 января 1950 года деревня Большие Харагиничи включена в состав деревни Харагиничи Устье. С 1 октября 1950 года в составе Алексеевского сельсовета.
В 1961 году население деревни составляло 61 человек.
С 1963 года в составе Тихвинского района.
По данным 1966, 1973 и 1990 годов деревня Харагеничи также входила в состав Алексеевского сельсовета Тихвинского района.
В 1997 году в деревне Харагеничи Алексеевской волости проживал 21 человек, в 2002 году — 14 человек (русские — 43 %, вепсы — 57 %).
В 2007 и 2010 годах в деревне Харагеничи Пашозёрского СП проживали 12 человек.

## География
Деревня расположена в северо-восточной части района на автодороге 41К-946 (Озровичи — Пашозеро — Шугозеро — Ганьково).
Расстояние до административного центра поселения — 25 км.
Расстояние до ближайшей железнодорожной станции Тихвин — 134 км.
Деревня находится на западном берегу Харагинского озера

## Демография
| 2007 | 2010 | 2017 |
| ---- | ---- | ---- |
| 12   | →12  | →12  |

### Национальный состав
Согласно данным Всероссийской переписи населения 2021 года в деревне проживали 5 человек, из них:
 русские — 2, вепсы — 2 человека, один человек национальность не указал.

## Достопримечательности
- Часовня Успения Пресвятой Богородицы, 1823 года постройки, деревянная, действующая[20].

## Улицы
Верхний переулок, Каменная.